# Dadeschkeliani

Wappen der swanischen Fürstenhäuser Gelowani und Dadeschkeliani.

Die Dadeschkeliani oder Dadischkeliani (georgisch დადეშქელიანი, დადიშქელიანი) sind ein Fürstenhaus aus Georgien, das aus der zur georgischen Nation gezählten Volksgruppe der Swanen stammte und von den 1720er Jahren bis 1857 Teile Oberswanetiens beherrschte.
Obwohl die Dadeschkeliani selbst behaupteten, von den bis zum 17. Jahrhundert über Nordostkaukasien herrschenden Schamchalen aus dem Volk der Kumyken abzustammen, ist es historisch weitgehend anerkannt, dass sie von einer Prinzessin aus dem ebenfalls swanischen Fürstenhaus der Gelowani und ihrem Sohn, Prinz Dadesch, abstammen. Das seit dem 11. Jahrhundert in Swanetien nachweisbare und seit dem 12. Jahrhundert als Gouverneure und Herzöge (Eristawi) regierende Haus Gelowani wurde Mitte des 15. Jahrhunderts im Krieg mit den mingrelischen Fürstenhaus Dadiani fast vollständig vernichtet und die Dadiani wurden für drei Jahrhunderte Fürsten von Niederswanetien (auch Dadiani-Swanetien genannt). Prinz Dadesch kam deshalb im 15. Jahrhundert im Exil im Fürstentum Kabarda der Kabardiner (mittleres Nordkaukasien) zur Welt. Seinem Nachkommen Otar dem Großen gelang es, sich im westlichen Oberswanetien (seither auch Dadeschkeliani-Swanetien genannt) festzusetzen und seit den 1720er Jahren die Herrschaft zu erlangen, während das besonders unzugängliche östliche Oberswanetien als „Freies Swanetien“ ohne Herrscher blieb. Dabei gerieten die Dadeschkeliani in Konflikt mit den Dadiani in Niederswanetien und in Oberswanetien u. a. mit einem überlebenden Zweig des Hauses Gelowani. Die Gelowani wichen Mitte des 18. Jahrhunderts nach Niederswanetien aus, beendeten die Herrschaft der Dadiani und wurden Fürsten von Niederswanetien. Der Dauerkonflikt zwischen den Dadeschkeliani und den Gelowani wurde erst 1833 auf Betreiben Russlands und durch Vermittlung mingrelischer Fürsten beigelegt und beide Fürstenhäuser akzeptierten formell das russische Protektorat.

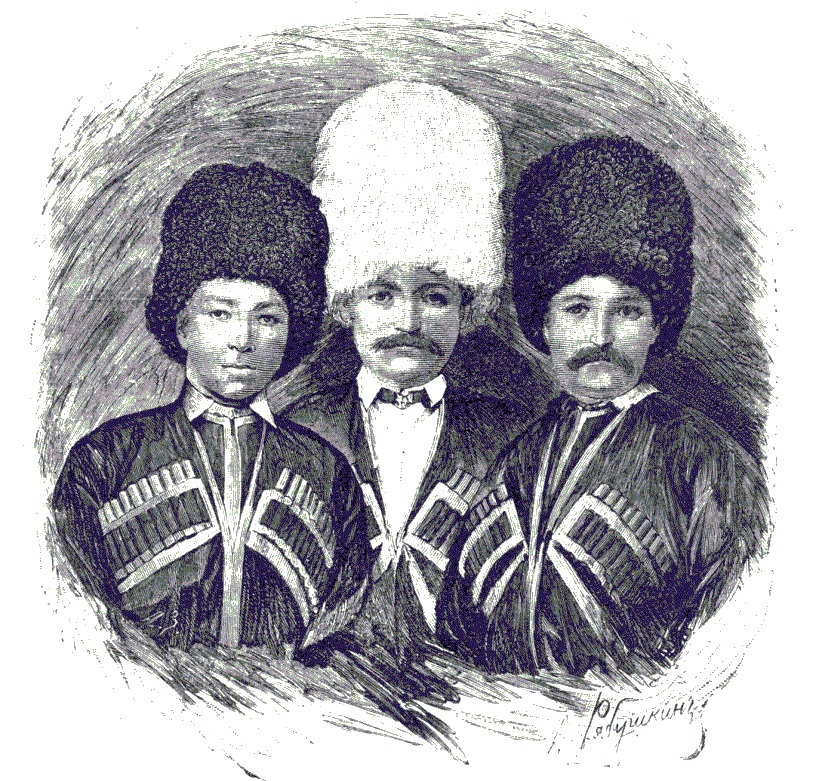
Die Brüder von Konstantin Dadeschkeliani: Tsioch (Michail), Tengis (Nikolaus) und Islam, 1850er Jahre

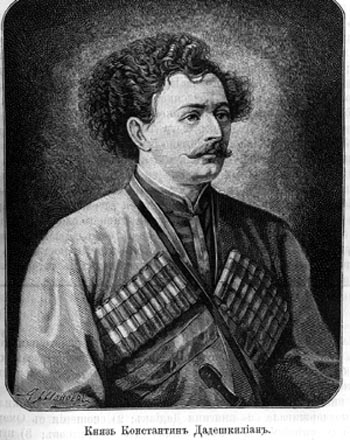
Der letzte selbstständige Fürst Konstantin Dadeschkeliani

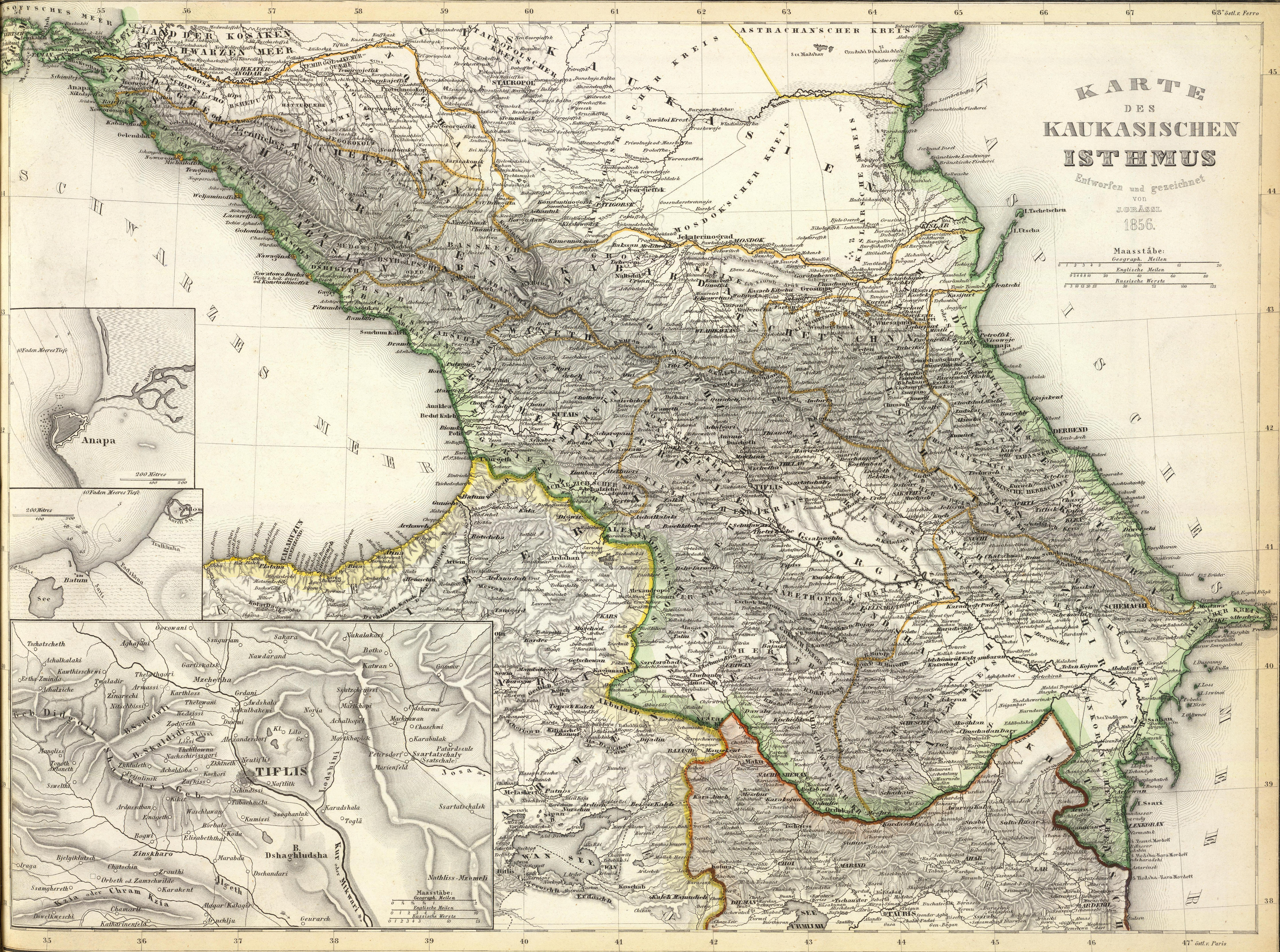
Kaukasien 1856. Gesamt-Swanetien ist in diesem Jahr noch in Nordwest-Georgien als eigenes Staatengebilde unter der Abkürzung „Swaneth.“ eingezeichnet.

Gleichzeitig brach in den 1830er Jahren auch im Haus Dadeschkeliani eine Fehde zwischen den Verwandten Tsioch und Tatarchan Dadeschkeliani aus und anschließend auch zwischen Tsiochs Söhnen Tengis (Taufname: Nikolaus), Islam, Tsioch (Michail) und Konstantin. Dem zeitweilig 1842 ins russische Exil geflüchteten Konstantin gelang es, erst Tatarchans Söhne zu besiegen und danach den Einfluss seiner Brüder zurückzudrängen. Nach dem Ende des Krimkrieges (1853–56) annektierte der russische Oberbefehlshaber Kaukasiens, Fürst Barjatinski alle noch in Kaukasien bestehenden Staatsgebilde militärisch. Im Jahre 1857 wurde Niederswanetien, das Oberswanetien der Dadeschkeliani und schließlich das freie Oberswanetien erobert. Der letzte Herrscher des westlichen Oberswanetien, Fürst Konstantin Dadeschkeliani wurde ins Exil nach Jerewan verbannt. Als Rache tötete er 1857 bei einer Audienz in Kutaissi den lokalen Militärstatthalter Fürst Alexander Gagarin und wurde noch im selben Jahr von einem Militärgericht zum Tode verurteilt und hingerichtet.
Nach der russischen Eroberung wurden die Dadeschkeliani, wie viele andere kaukasische Fürstenhäuser, in den russischen Adel integriert. Sie erhielten mit den verwandten Gelowani ein gemeinsames Wappen und wurden in die Rangtabelle des russischen Amtsadels aufgenommen. Einige behielten in Swanetien einen Status als autonome Fürsten. Die meisten Dadeschkeliani leben heute noch in Georgien, besonders ihrer Heimat Swanetien und sind bis heute, wie alle georgischen Fürsten, gesellschaftlich hoch angesehen. Mehrere Dadeschkeliani wurden in der Literatur als Gastgeber von Alpinisten erwähnt, die den Uschba bestiegen.